# Fésülhetetlen haj szindróma
A fésülhetetlen haj szindróma (UHS) a haj egy ritka szerkezeti anomáliája, ami többféle változatban is létezik. A fésülhetetlenség mellett a haj ezüstös, száraz, bodros, drótszerű. A 20. század elején fedezték fel. Tipikusan 3 hónapos és 12 éves kor között válik nyilvánvalóvá. A rendellenességnek más nyelveken vannak más nevei is, mint "pili trianguli et canaliculi," "cheveux incoiffables," és "spun-glass hair." Eddigi tanulmányok szerint legalább három gén, PADI3, TGM3, és TCHH érintett. A rendellenes allél többnyire autoszomális recesszíven öröklődik, de néhány eset arra utal, hogy van autoszomális domináns rendellenes allél is. Ezek a gének olyan fehérjéket kódolnak, amelyek részt vesznek a haj szerkezetének kialakításában. A klinikai tünetek 3 hónapos és 12 éves kor között észlelhetők; később a tünetek enyhülhetnek. A haj mennyisége nem változik, de növekedése lelassul, és egyre nehezebb fésülni. A diagnózishoz az szükséges, hogy a haj legalább 50%-a rendellenes legyen. A rendellenesség csak a hajat érinti, más testszőrzetet nem.

## Megjelenés

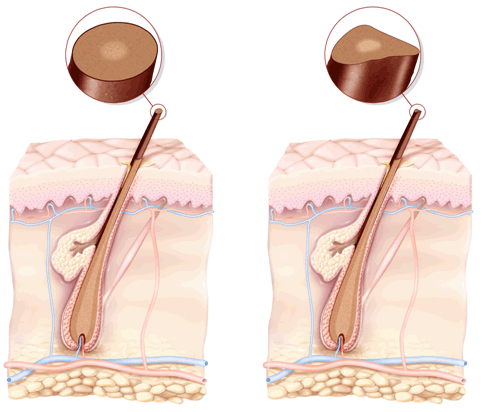
A normál haj szerkezete (balra) és a fésülhetetlen haj szindrómás haj szerkezete (jobbra)

Az ezüstszőke vagy szalmasárga haj mennyisége normális, de nem simítható a fejbőrre; viszont fonással kezelhető. A haj szerkezetére ható gének mutációja okozza. Három gén ismert: PADI3, TGM, és TCHH, ezek rendellenes alléljai okozzák a haj szerkezetének rendellenességét. Egyes esetekben eltérés látszik a recesszív öröklésmenettől; ennek még ismeretlen allélok vagy nem ismert génkölcsönhatások lehetnek az okai.
12 éves kor után a haj gyakran kezelhetőbbé válik; a rendellenesség akár teljesen el is tűnhet. Előfordulhat, hogy a korábban a fejből kifelé álló haj lelapítható, szerkezete pedig kamaszkorban vagy ifjúkorban közelít a normálishoz. Basmanav et al. szerint azért, mert a serdülőkor táján más enzimek is elkezdenek a hajra hatni, vagy pedig egyszerűen a kortól függő változások miatt (például vastagabb hajszálak) válik kezelhetőbbé a haj.

## Tünetek
- Durva haj
- Trichodysplasia
- Ezüstszőke haj[10]
- Gyapjas haj[10]
- Foltos kopaszság
- A haj gyakran száraz, de nem törékeny vagy merev[9]

Ezek a tünetek lehetnek veleszületettek, de jelentkezhetnek később is.

## Okok
A hajszálak keresztmetszete háromszögű, vese alakú vagy ovális; emiatt nem képes a szomszédaira vagy a fejbőrre feküdni. A haj szerkezetét, így keresztmetszetét alakító egyik fehérje a trichohialin (TCHH). Ez kapcsolja össze a kreatinszálakat és más TCHH-hidakat, így kialakítva a hengeres keresztmetszetet. A  PADI3 és TGM3 fehérjék ezeket a TCHH-hidakat alakítják tovább. A fésülhetetlen haj szindrómában ezeknek a géneknek a mutációja azt okozza, hogy ezek a TCHH-hidak nem megfelelően alakulnak ki, emiatt a haj keresztmetszete módosul.
A TCHH ismert hibája a hibás deimináció eredménye, ami azt jelenti, hogy nem sikerül argininből citrullint gyártani. A konverziót kalciumfüggő enzimek végzik, a peptidilarginin-deiminázok (PADs).  Ezek közé tartozik a PADI3 is. Egy tanulmány vizsgálta a PAD szerepét a bőr és függelékeinek betegségeiben, így a hajtüsző esetén is. A PAD aktivitásának megváltozása fésülhetetlen haj szindrómát okozott. Egy másik tanulmány a transzglutamináz enzimcsaládot és a fésülhetetlen haj szindrómában betöltött szerepüket vizsgálta. Ezek egyike a TGM3, amely az epidermisz sejtjeiben fejeződik ki. Eszerint a TGM3 mutációi megváltoztatják a molekulaközi keresztkapcsolatokat, ami a fésülhetetlen haj szindróma kialakulásához vezet.
Ralph Trüeb egy másik molekuláris mechanizmusról alkotott elméletet 2003-ban. Ebben azt vetette fel, hogy a belső hajgyökér túl korai kreatinizációja merev héjat alkot, így megváltoztatva a kinövő hajszál formáját.
A szindrómának három típusa ismert: 1, 2, 3.

### 1-es típus
Az 1-es típusú fésülhetetlen haj szindrómát a hajtüszőkben és hajszálakban kifejeződő trichohialin (TCHH) gén hibája okozza. A sejtfejlődési organizáció során az involukrinnal együtt állványzatként szolgál. A más fehérjék által módosított trichohialin keresztkapcsolatokat hoz létre más molekulák, így kreatin filamentumok között. Ezek a hálózatok alakítják ki a hajszálak keresztmetszetét. A gén hibája miatt a keresztmetszet eltér a szokásostól, így a hajszálak keresztmetszete megváltozik, és a haj gyapjas, fésülhetetlen lesz. A gén az 1-es kromoszómán található. A haj kezelhetősége idővel javul, a serdülőkor elérése nagyobb javulást hoz.
Nem ismert, hogy a TCHH gén hibája domináns vagy recesszív, habár egy 11 gyermeket bevonó vizsgálat alapján úgy tűnik, hogy mindhárom típus recesszív öröklődésű.

### 2-es típus
A 2-es típusú fésülhetetlen haj szindrómát a transzglutamináz 3 (TGM3) gén hibája okozza. A gén a bőr keratinocitáiban és korneocitáiban fejeződik ki. Ez segíti elhatárolni a haj különböző részeit. Segíti, hogy a molekulák összekapcsolódjanak fehérjékkel. Ezek a keresztkötések segítenek kialakítani a bőr és a haj szerkezetét és adja erősségét. A TGM3 a 20-as kromoszómán található.
A génnel végeztek egy kísérletet a nyelőcsőrákkal kapcsolatban. Western blot analízist és polimeráz láncreakciót használtak.  A szövetekből 58 pár mintát vettek. Az eredmények szerint a transzglutamináz 3 közeli kapcsolatba hozható a sejtburjánzással és a migrációval. Túltermelődése sejtburjánzást, migrációt és inváziót okoz; ugyanakkor programozott sejthalált is. Eszerint a transzglutamináz 3 hasznos biomarker lehet a nyelőcsőrák jelzésében.

### 3-as típus
A 3-as típusú fésülhetetlen haj szindrómát a PADI3 gén határozza meg, és az 1-es kromoszómán található. Ez a szindróma leggyakoribb típusa.  A PADI3 gén alapján peptidilargin deimináz 3 szintetizálódik. A gén a bőr legkülső rétegeiben, a karinocitákban és a hajtüszőkben fejeződik ki. A hajtüszőkben a PADI3 a hajszál szerkezetét kialakító fehérjéket igazítja.  A PADI3 deiminációt is végez, aminek eredményeként a fehérjék közötti kötések is módosulnak.
A PADI3-at a centrális centrifugális cicatricális hajhullással hozták összefüggésbe, ami főként néger nőkön észlelhető. Immunoblottal és immunofluorescencával vizsgálódtak. Immunoblottal úgy látszódott, hogy az érintett sejtekben mutáció esetén a kifejeződés marginálisan alacsonyabb, mint a vad típusban. Immunfluoreszcenciával látszódott a fehérje szabálytalan elhelyezkedése a sejtben. Ebből arra következtettek, hogy a mutáció csökkenti az enzim hatékonyságát a hajszál elrendeződésének kialakításában, ami kapcsolatba hozható a centrális centrifugális cicatricális hajhullással.

## Felismerése
Más hajnövekedési rendellenességek is mutathatják a fésülhetetlen haj szindróma egyes tüneteit, például a Rapp–Hodgkin-szindróma, a laza anagén szindróma, az EEC szindróma, és a familiáris tricho-odonto-onychial ektodermális diszplázia ujjösszenövéssel. Ezekkel szemben a fésülhetetlen haj szindrómában nincsenek más testi, neurológiai és mentális rendellenességek.
Az amerikai  National Institute of Health szerint a rendellenesség gyermekkorban, 3-12 kor között jelenik meg, és serdülőkorban enyhül.
A diagnózis egy másik módszere a hajszálak keresztmetszetélnek vizsgálata mikroszkóppal. Az egyes hajszálak keresztmetszerete háromszög vagy bab alakú.
A klinikai diagnózishoz pásztázó elektronmikroszkóp alá veszik az egyes hajszálakat. Ez alkalmas a hajszálak keresztmetszetének átfogó vizsgálatára. A keresztmetszet lehet vese alakú, bab alakú, háromszögletű, lapos vagy megnyúlt. Egyetlen hajszál is mutathat többféle keresztmetszetet. A diagnózis megerősítésének egy másik módja a hajszálak paraffinba ágyazása. Az atipikus keresztmetszetű hajszálak másként verik vissza a fényt, ami csillogást okoz.

## Kezelése
A fésülhetetlen haj szindrómát nem tudják kezelni. Puha keféket és kímélő kondicionálókat ajánlanak. Azt is ajánlják, hogy kerüljék azokat a kezeléseket, amelyek kevéssé kíméletesek a hajhoz, mint például színezést, erős kefélést, hajszárító használatát. Javasolják biotin alapú táplálékkiegészítők használatát, mivel segíti a hajnövekedést és javítja a köröm minőségét.

## Epidemiológia
Habár úgy gondolják, hogy igen ritka, a fésülhetetlen haj szindróma gyakorisága ismeretlen. 2016-ig 100 esettanulmány foglalkozott a szindrómával, és 2020-ig még néhány további is született.
A szindrómát gyakran olyan betegségekkel együtt találták meg, mint laza anagén haj szindróma és ektodermális diszplázia. Azonban úgy gondolják, hogy ez egy önálló rendellenesség.

## Története

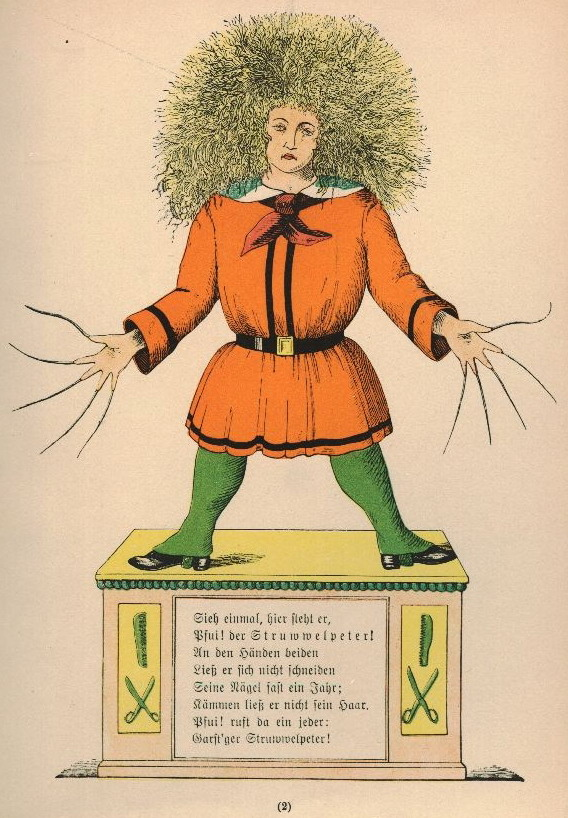
Heinrich Hoffmann: "Struwwelpeter"

Egy Németországban 1845-ben megjelent könyvben az egyik tanmese azzal foglalkozott, hogy egy kisfiú ellenállt a fésülésnek és a körömvágásnak, ezért borzas haja és hosszú körmei miatt társai kiközösítették. Mivel a fiú neve “Struwwelpeter” vagy “Shockheaded Peter” volt, azért lehet, hogy a fésülés sem sokat segített volna rajta, fésülhetetlen haj szindrómája miatt. Mark Twain fordításában a főszereplő a “Slovenly Peter” nevet kapta. A tanmeséhez tartozó kép megerősíti a rendellenesség iránti gyanút.
A.F. Le Double és F. Houssay 1912-ben jelentette a fésülhetetlen haj szindróma egy lehetséges esetét, azonban a szindrómát 1973-ben írta le először A. Dupré, P. Rochiccioli és J.L. Bonafé. Tőlük függetlenül még ugyanabban az évben J.D. Stroud és A.H. Mehregan is leírta ugyanezt a rendellenességet. Ma használt nevét az 1980-as években alkották meg.
Egyes esettanulmányok már 1973 előtt felfigyeltek a hajtípus öröklődésére. 1983-ban Garty és társai leírtak egy esetet, ahol a kétéves fiúnak, de az apjának, a nagyapjának és a dédapjának is nehézséget okozott a fésülködés fiatal korukban.  1993-ban Zanca és Zanca felfedezte  A.F. Le Double és F. Houssay 1912-es cikkét a nem fésülhető hajról.

## Jelen kutatások
Az American Hair Research Society tanulmányozza a hajrendellenességeket, és lehetséges kezelésüket. A fésülhetetlen haj szindróma mellett ide tartoznak az alopecia areata, telogen effluvium, cicatricial alopecia, a férfi és női kopaszodás, a trichotillomania, és a hajszál-rendellenességek. A társaságot 1989-ben alapították bőrgyógyászok, de azóta csatlakoztak általános orvosok, kutatók, és más partnerek, hogy segítsék az emberi haj kutatását.

## Fordítás
Ez a szócikk részben vagy egészben  az   Uncombable hair syndrome című angol Wikipédia-szócikk fordításán alapul.  Az eredeti cikk szerkesztőit annak laptörténete sorolja fel. Ez a jelzés csupán a megfogalmazás eredetét és a szerzői jogokat jelzi, nem szolgál a cikkben szereplő információk forrásmegjelöléseként.